# Burgstall Alt-Trimburg
Der Burgstall Alt-Trimburg, auch Alte Burg, Linsenburg, Niedernburg   genannt, ist eine abgegangene mittelalterliche Höhenburg östlich der Trimburg und etwa 500 Meter östlich der Kirche in Trimberg, einem Ortsteil der Marktgemeinde Elfershausen im Landkreis Bad Kissingen in Bayern.
Die Alte Burg, früher auch Niedernburg (castrum inferrius) oder Linsenburg genannt, wurde 1226 erstmals erwähnt und war das Vorwerk der Trimburg am Fuß des Burgberges. Von der vor 1234 zerstörten Burganlage blieben noch Reste vom Bergfried und der Ringmauer erhalten. 1381 und 1401 wird die Burg nur noch als Gutshof der Herren von Arnstein und von Erthal genannt. Dieser wurde um 1640 endgültig zerstört.